# Felipe de Alba
Felipe de Alba (Città del Messico, 29 aprile 1924 – New York City, 15 novembre 2005) è stato un attore e avvocato messicano.

## Biografia
Fu attore in diversi film a cavallo tra gli anni '40 e '50, tra cui Malafemmina (1946) di Fernando de Fuentes e Le avventure di Robinson Crusoe (1954) di Luis Buñuel. Si dedicò poi all'attività forense.
Fu l'ottavo marito di Zsa Zsa Gábor, che sposò a bordo di una nave nell'aprile del 1982. Il matrimonio fu annullato il giorno successivo perché la Gabor era ancora formalmente sposata con il settimo marito, Michael O'Hara. La Gabor spiegò la mancata celebrazione di un secondo matrimonio con de Alba sostenendo che il fatto che lui fosse un playboy l'aveva presto annoiata..